# Plumaudan
Plumaudan [plymodɑ̃] est une commune du département des Côtes-d'Armor, dans la région Bretagne, en France.

## Géographie
Hameaux et lieux-dits : Rue de Trebedan, Kergueniac, La Louvière, Percouet, Haut-Dily, La Paissonnais et Les Six-Chemins.
|                 | Brusvily  | Trévron             |
| Yvignac-la-Tour | Plumaudan | Saint-Juvat         |
| Caulnes         |           | Saint-Maden Guenroc |

### Hydrographie
Pour un article plus général, voir Réseau hydrographique des Côtes-d'Armor.
La commune est située dans le bassin Loire-Bretagne. Elle est drainée par la Vallée,.
La Vallée, d'une longueur de 12 km, prend sa source dans la commune  et se jette  dans la Rance à Saint-André-des-Eaux. 

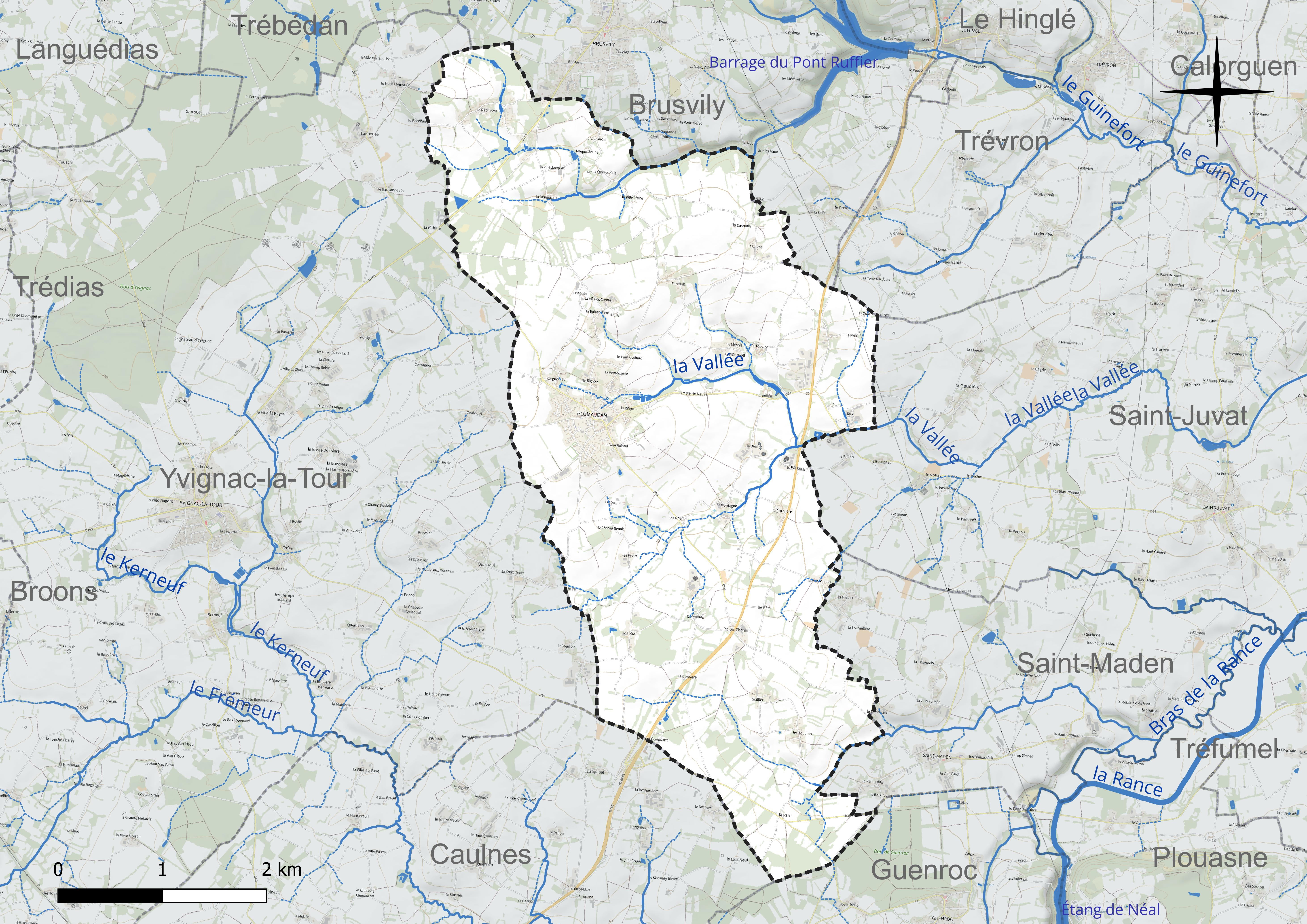
Réseau hydrographique de Plumaudan.

### Climat
Pour des articles plus généraux, voir Climat de la Bretagne et Climat des Côtes-d'Armor.
En 2010, le climat de la commune est de type climat océanique franc, selon une étude du CNRS s'appuyant sur une série de données couvrant la période 1971-2000. En 2020, Météo-France publie une typologie des climats de la France métropolitaine dans laquelle la commune est exposée à un climat océanique et est dans la région climatique  Bretagne orientale et méridionale, Pays nantais, Vendée, caractérisée par une faible pluviométrie en été et une bonne insolation. Parallèlement l'observatoire de l'environnement en Bretagne publie en 2020 un zonage climatique de la région Bretagne, s'appuyant sur des données de Météo-France de 2009. La commune est, selon ce zonage, dans la zone « Intérieur Est », avec des hivers frais, des étés chauds et des pluies modérées).  
Pour la période 1971-2000, la température annuelle moyenne est de 11,4 °C, avec une amplitude thermique annuelle de 12,1 °C. Le cumul annuel moyen de précipitations est de 757 mm, avec 12,2 jours de précipitations en janvier et 6,6 jours en juillet. Pour la période 1991-2020, la température moyenne annuelle observée sur la station météorologique la plus proche, située sur la commune du Quiou à 9 km à vol d'oiseau, est de 11,6 °C et le cumul annuel moyen de précipitations est de 757,4 mm,. Pour l'avenir, les paramètres climatiques de la commune estimés pour 2050 selon différents scénarios d'émission de gaz à effet de serre sont consultables sur un site dédié publié par Météo-France en novembre 2022.

## Urbanisme

### Typologie
Au 1er janvier 2024, Plumaudan est catégorisée bourg rural, selon la nouvelle grille communale de densité à 7 niveaux définie par l'Insee en 2022.
Elle est située hors unité urbaine et hors attraction des villes,.

### Occupation des sols
L'occupation des sols de la commune, telle qu'elle ressort de la base de données européenne d’occupation biophysique des sols Corine Land Cover (CLC), est marquée par l'importance des territoires agricoles (89,7 % en 2018), une proportion sensiblement équivalente à celle de 1990 (90,3 %). La répartition détaillée en 2018 est la suivante : 
terres arables (50,5 %), zones agricoles hétérogènes (37 %), forêts (6,5 %), zones urbanisées (3,8 %), prairies (2,2 %). L'évolution de l’occupation des sols de la commune et de ses infrastructures peut être observée sur les différentes représentations cartographiques du territoire : la carte de Cassini (XVIIIe siècle), la carte d'état-major (1820-1866) et les cartes ou photos aériennes de l'IGN pour la période actuelle (1950 à aujourd'hui).

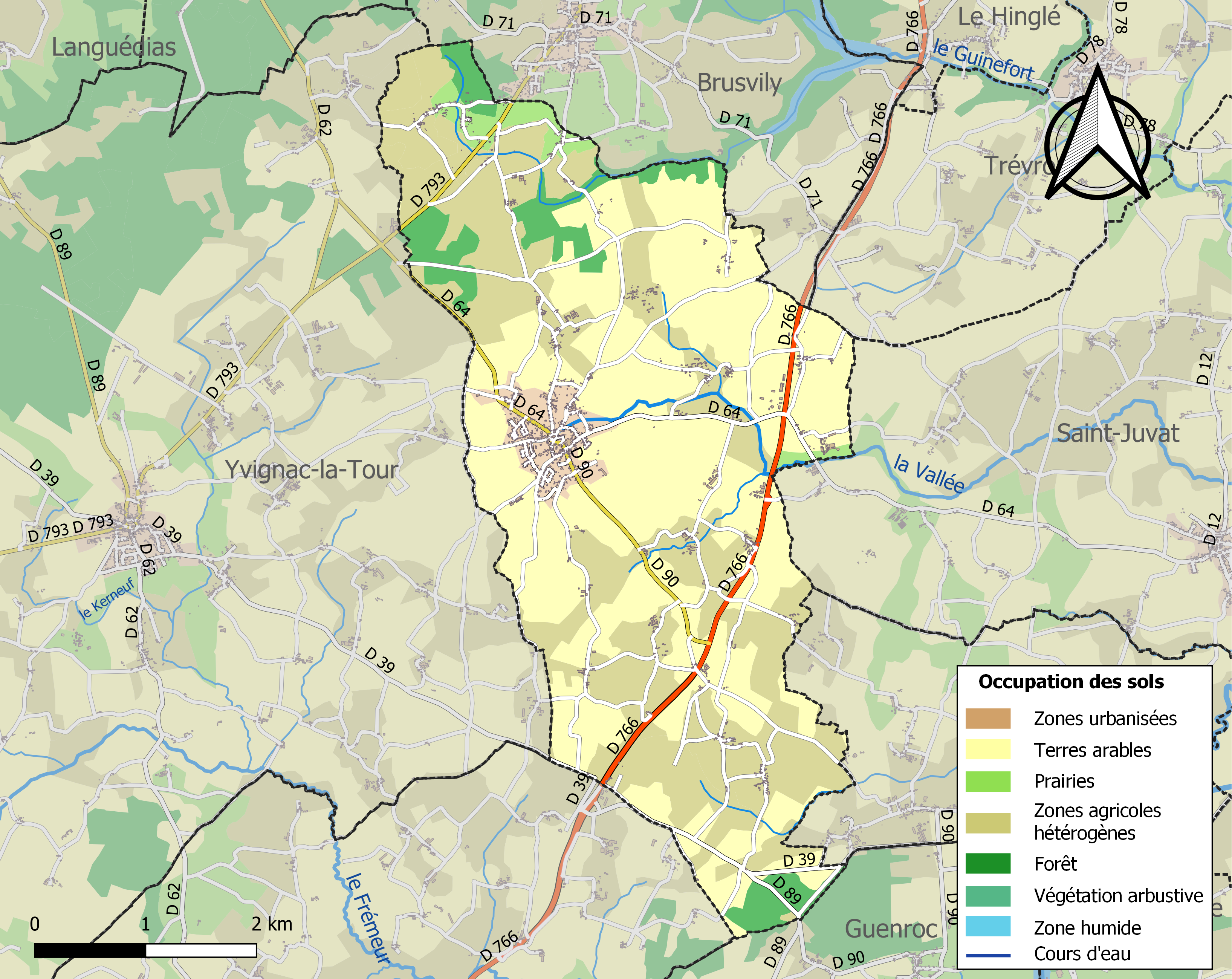
Carte des infrastructures et de l'occupation des sols de la commune en 2018 (CLC).

## Toponymie
Le nom de la localité est attesté sous les formes Ecclesia de Plomauden en 1122, Plomaldan en 1120 et en 1126, Plomoden et Plomauden en 1181 et en 1186, Plomauden en 1212, Pleumaudan et Parochia de Pleumadan en 1224, Plomaudan en 1249 et en 1262, 1272 et en 1273, Plumaudan en 1271 et en 1272, Pleumauden en 1273, Plomauden en 1297, Ploemaudan en 1306 et en 1308, Plomauden en 1322, Plomauden et Plomaugdam vers 1330, Plumaudan en 1365 et au XVe siècle, Plumauden en 1405.
Plumaudan vient du breton ploe (paroisse) et de Saint Maudan. Il pourrait s'agir du saint écossais Modan (ou de son frère supposé, Medan ou Middan).

## Histoire

### Le XXe siècle

#### Les guerres du XXe siècle
Le monument aux Morts porte les noms de 77 soldats morts pour la Patrie :
- 72 sont morts durant la Première Guerre mondiale.
- 5 sont morts durant la Seconde Guerre mondiale.

## Héraldique
| Blason de Plumaudan | Blason  | D'argent au chevron de gueules accompagné de trois oiseaux du même. |
| Blason de Plumaudan | Détails | Le statut officiel du blason reste à déterminer.                    |

## Politique et administration
| Période                                  | Période                  | Identité                  | Étiquette | Qualité |
| ---------------------------------------- | ------------------------ | ------------------------- | --------- | --- |
| Les données manquantes sont à compléter. |                          |                           |           | |
| ca. 1928                                 |                          | M. Lebranchu              |           | |
| mai 1945                                 | avril 1975 (décès)       | Émile Margely (1898-1975) |           | Craquelinier, ancien résistant |
| mai 1975                                 | mars 1977                | Constant Renault          |           | Ancien adjoint au maire |
| mars 1977                                | mars 1983                | Charles Giblat            |           | Pilote de ligne retraité |
| mars 1983                                | octobre 1998 (démission) | Alain Bertould            | DVG       | Retraité 2e vice-président de la CC du Pays de Caulnes (1995 → 1998)                                                                                            |
| 27 novembre 1998                         | 29 mars 2014             | Jean-Marc Lebranchu       | DVG       | Technicien de maintenance audiovisuelle 3e vice-président de la CC du Pays de Caulnes (1999 → 2008) 5e vice-président de la CC du Pays de Caulnes (2008 → 2014) |
| 29 mars 2014                             | 23 mai 2020              | Jacki Gohel               | DVG       | Agriculteur retraité 5e vice-président de la CC du Pays de Caulnes (2014 → 2016)                                                                                |
| 23 mai 2020                              | En cours                 | Laurence Gallée           | DVG       | Secrétaire comptable 13e vice-président de Dinan Agglomération (2020 → )                                                                                        |

## Démographie
L'évolution du nombre d'habitants est connue à travers les recensements de la population effectués dans la commune depuis 1793. Pour les communes de moins de 10 000 habitants, une enquête de recensement portant sur toute la population est réalisée tous les cinq ans, les populations de référence des années intermédiaires étant quant à elles estimées par interpolation ou extrapolation. Pour la commune, le premier recensement exhaustif entrant dans le cadre du nouveau dispositif a été réalisé en 2004.

En 2022, la commune comptait 1 403 habitants, en évolution de +10,82 % par rapport à 2016 (Côtes-d'Armor : +1,78 %, France hors Mayotte : +2,11 %).
| 1793  | 1800  | 1806  | 1821  | 1831  | 1836  | 1841  | 1846  | 1851  |
| ----- | ----- | ----- | ----- | ----- | ----- | ----- | ----- | ----- |
| 1 262 | 1 302 | 1 229 | 1 266 | 1 320 | 1 309 | 1 297 | 1 264 | 1 273 |

| 1856  | 1861  | 1866  | 1872  | 1876  | 1881  | 1886  | 1891  | 1896  |
| ----- | ----- | ----- | ----- | ----- | ----- | ----- | ----- | ----- |
| 1 203 | 1 258 | 2 465 | 2 405 | 1 300 | 1 298 | 1 330 | 1 297 | 1 305 |

| 1901  | 1906  | 1911  | 1921  | 1926  | 1931  | 1936 | 1946 | 1954 |
| ----- | ----- | ----- | ----- | ----- | ----- | ---- | ---- | ---- |
| 1 241 | 1 196 | 1 153 | 1 012 | 1 023 | 1 014 | 974  | 882  | 815  |

| 1962 | 1968 | 1975 | 1982 | 1990 | 1999 | 2004 | 2006 | 2009  |
| ---- | ---- | ---- | ---- | ---- | ---- | ---- | ---- | ----- |
| 796  | 808  | 770  | 737  | 787  | 841  | 933  | 958  | 1 125 |

| 2014  | 2019  | 2022  | - | - | - | - | - | - |
| ----- | ----- | ----- | - | - | - | - | - | - |
| 1 240 | 1 333 | 1 403 | - | - | - | - | - | - |

## Culture locale et patrimoine

### Lieux et monuments

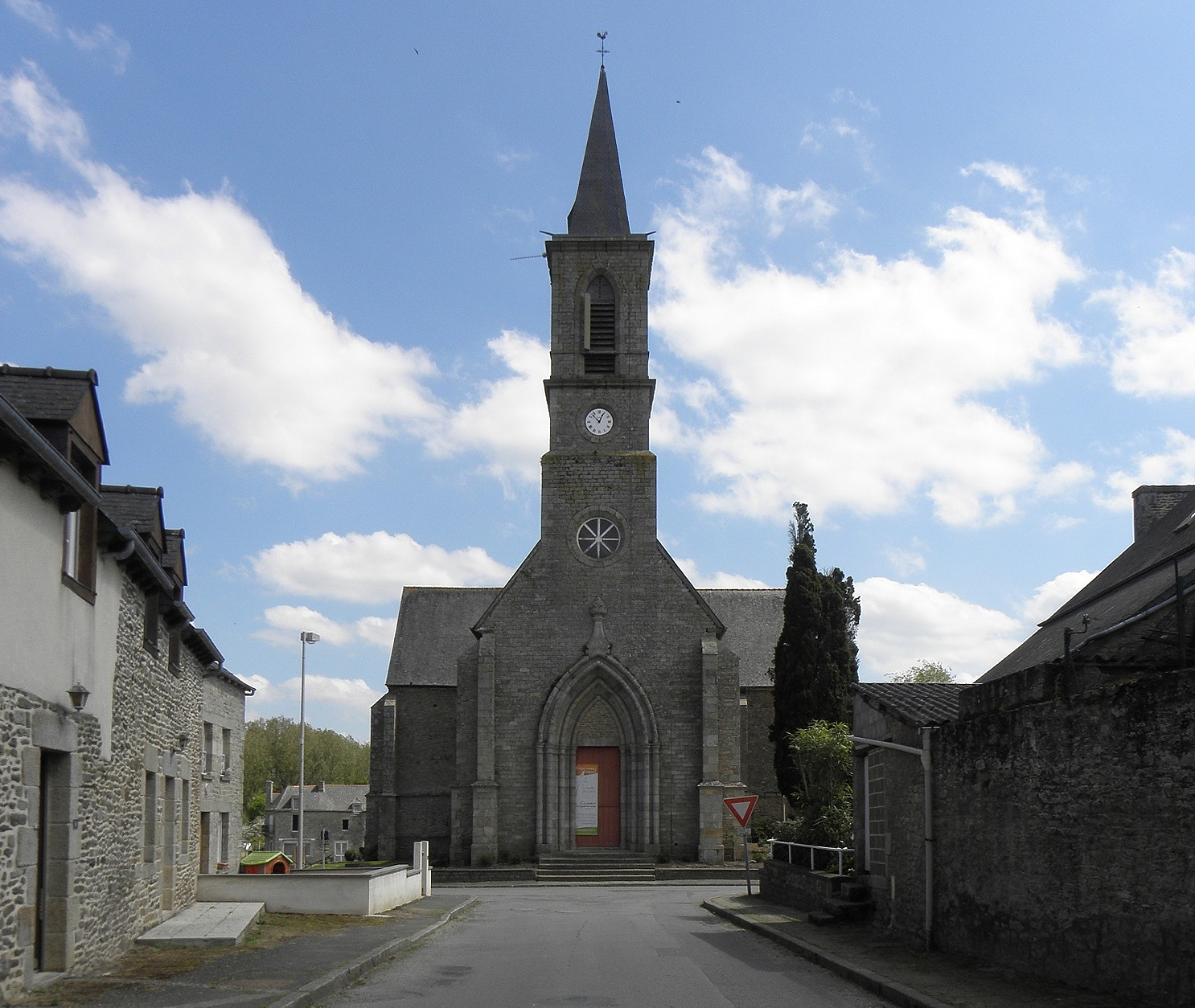
L'église paroissiale de Plumaudan.

- L'église paroissiale Saint-Maudan, construite en 1846 par l'architecte Hippolyte Béziers-Lafosse[26].
- La Fontaine Saint Maudan
- le Château de la Ville Bouchard

### Personnalités liées à la commune
- Gilles Bertould (né le 16 mai 1949 à Plumaudan) est un athlète français spécialiste du 400 mètres, médaille de bronze en 1972 aux Jeux Olympiques de Munich.